# Banelco
Banelco (acrônimo para Banca Electrónica Compartida) é uma rede interbancária que disponibiliza caixas eletrônicos na Argentina. A Banelco oferece uma ampla gama de serviços relacionados à gestão de dinheiro, incluindo cartões de débito, transferências eletrônicas, serviços de pagamento e muito mais. Seu principal concorrente no mercado argentino é a Red Link.

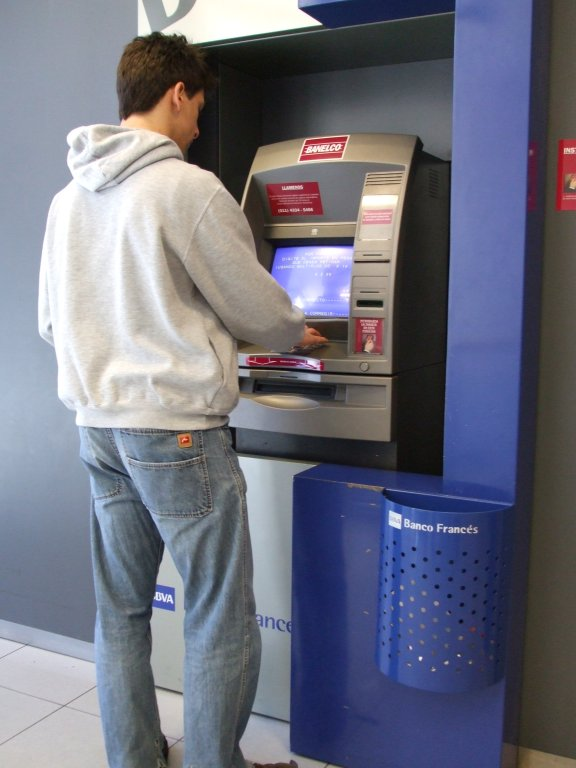
Caixa eletrônico da rede Banelco no BBVA.

A rede de caixas eletrônicos Banelco, assim como as marcas Pago mis cuentas, Todo pago e LaPOS, são de propriedade da Prisma Medios de Pago S.A. Entre 2017 e 2021, os bancos privados gradualmente se desfizeram de sua participação nessa empresa.

## Bancos atendidos no Banelco[3]
- Banco Santander
- Banco Macro
- Banco Galicia
- BBVA
- Banco Patagonia
- HSBC
- Supervielle
- ICBC
- Citibank
- Itaú Unibanco
- Banco Comafi
- Banco Columbia
- Efectivo Sí
- BST
- Banco Del Sol
- Banco de la República Oriental del Uruguay
- Reba

## Bandeiras atendidas no Banelco[3]
- Plus
- Cirrus
- American Express
- Banred
- Red Link
- Red Brou
- Pulse
- Union Pay